# Blum Zoltán
Blum Zoltán, Virág, (Pápa, 1892. január 3. – Budapest, 1959. december 25.) labdarúgó, edző. Testvére Blum Miklós, labdarúgó.
A két világháború között ez egyik legjelentősebb magyar labdarúgóedző-egyéniség. 
A Ferencvárosnál ő dolgozott a leghosszabb ideig edzőként.

## Pályafutása

### Játékosként
Tizenhárom évesen került az FTC-hez, amelyhez 1928-ig hű maradt. Négy bajnokság és három kupagyőzelem részese volt. Miután már az első csapatba nem fért be, másik két kisebb csapatnál játszott, majd végül Vácott fejezte be az aktív sportot.
A Ferencvárosban 416 mérkőzésen szerepel, ebből 222 bajnoki. Összesen 5 gólt szerzett.
A válogatottban 1912 és 1925 között 38 alkalommal szerepelt és 1 gólt szerzett.
1912-ben a stockholmi olimpia résztvevője.

### Edzőként
1930 és 1937 között a Ferencváros második hivatalos vezetőedzője, Egykori csapattársát Tóth Potya Istvánt követi. Hét éven át 351 mérkőzésen ült a kispadon és ezzel rekorder. Két bajnoki cím és két kupa győzelem fűződik a nevéhez, ebből az egyik a legendás 1931/32-es 100%-os bajnoki cím. 1937-ben negyedévig a Nagyvárad edzője volt.
Egy évig Aradon edző, ahol bajnoki címig vezeti a csapatot.

## Sikerei, díjai

### Játékosként
- Olimpiai játékok
  - 5.: 1912 - Stockholm
- Magyar bajnokság
  - bajnok: 1911–12, 1912–13, 1925–26, 1926–27
- Magyar kupa
  - győztes: 1913, 1922, 1927

## Jegyzetek

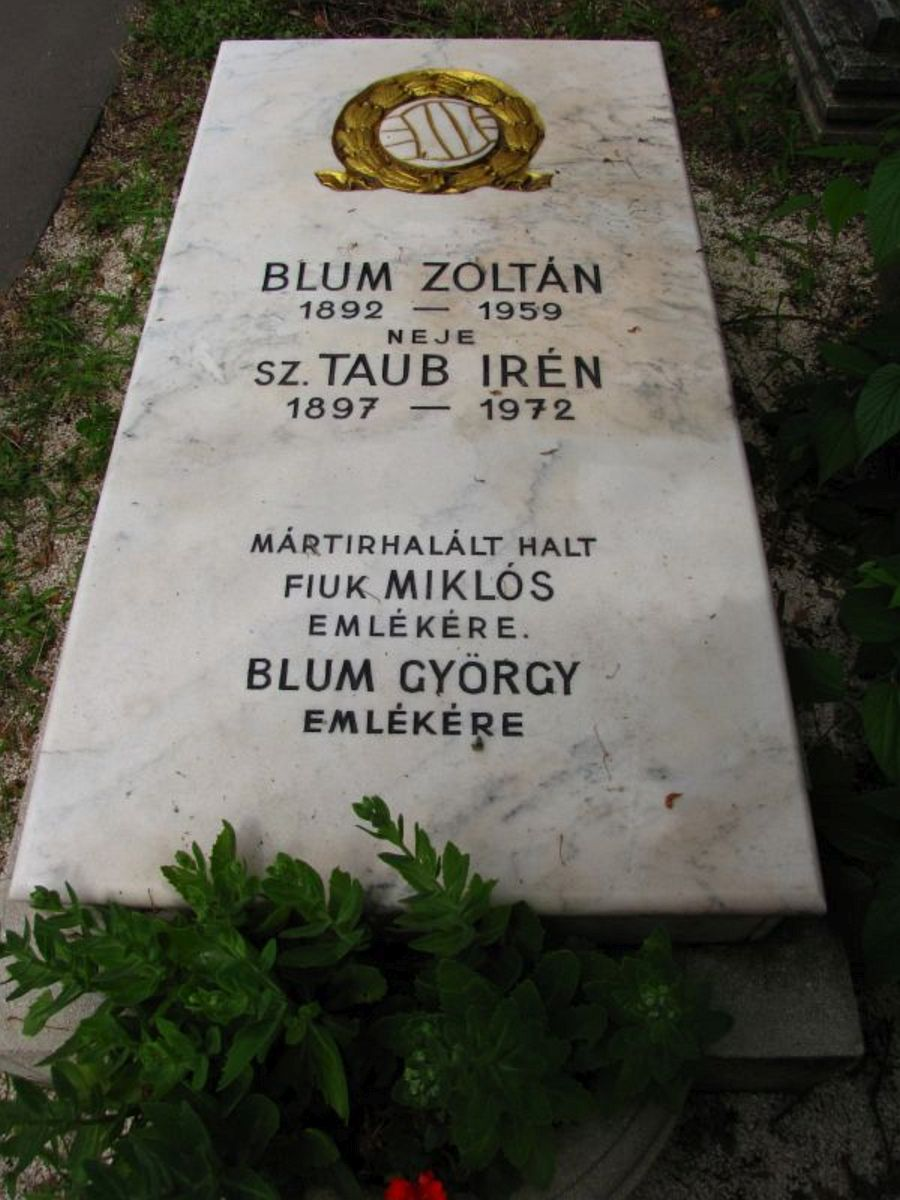
Sírja a Kozma utcai izraelita temetőben (5D-33-1)

### Edzőként
- Magyar bajnokság
  - bajnok: 1931–32, 1936–37
- Magyar kupa
  - győztes: 1933, 1935
- Közép-európai kupa (KK)
  - győztes: 1937
- Román bajnokság
  - bajnok: 1946–47

## Statisztika

### Mérkőzései a válogatottban
| Magyarország | Magyarország         | Magyarország                      | Magyarország  | Magyarország | Magyarország      | Magyarország        | Magyarország | Magyarország |
| #            | Dátum                | Helyszín                          | Hazai         | Eredmény     | Vendég            | Kiírás              | Gólok        | Esemény      |
| ------------ | -------------------- | --------------------------------- | ------------- | ------------ | ----------------- | ------------------- | ------------ | ------------ |
| 1.           | 1912. június 23.     | Kristiania, Gamle Frogner-stadion | Norvégia      | 0 – 6        | Magyarország      | barátságos          | -            |              |
| 2.           | 1912. július 3.      | Stockholm, Råsunda (SWE)          | Magyarország  | 3 – 1        | Németország       | olimpiai vigaszág   | -            |              |
| 3.           | 1912. július 5.      | Stockholm, Råsunda (SWE)          | Magyarország  | 3 – 0        | Ausztria          | olimpiai 5. helyért | -            |              |
| 4.           | 1912. július 12.     | Moszkva, SZKSZ-stadion            | Oroszország   | 0 – 9        | Magyarország      | barátságos          | -            |              |
| 5.           | 1912. július 14.     | Moszkva, SZKSZ-stadion            | Oroszország   | 0 – 12       | Magyarország      | barátságos          | -            |              |
| 6.           | 1912. november 3.    | Budapest, Üllői úti pálya         | Magyarország  | 4 – 0        | Ausztria          | Wagner-serleg       | -            |              |
| 7.           | 1913. április 27.    | Bécs, WAC-Platz                   | Ausztria      | 1 – 4        | Magyarország      | Wagner-serleg       | -            |              |
| 8.           | 1913. május 18.      | Budapest, Üllői úti pálya         | Magyarország  | 2 – 0        | Svédország        | barátságos          | -            |              |
| 9.           | 1914. május 3.       | Bécs, WAC-Platz                   | Ausztria      | 2 – 0        | Magyarország      | Wagner-serleg       | -            |              |
| 10.          | 1914. május 31.      | Budapest, Üllői úti pálya         | Magyarország  | 5 – 1        | Franciaország     | barátságos          | -            |              |
| 11.          | 1914. június 19.     | Stockholm, Råsunda                | Svédország    | 1 – 5        | Magyarország      | barátságos          | -            |              |
| 12.          | 1914. június 21.     | Stockholm, Råsunda                | Svédország    | 1 – 1        | Magyarország      | barátságos          | -            |              |
| 13.          | 1917. június 3.      | Budapest, Hungária körúti pálya   | Magyarország  | 6 – 2        | Ausztria          | barátságos          | -            |              |
| 14.          | 1920. október 24.    | Berlin, Deutsches Stadion         | Németország   | 1 – 0        | Magyarország      | barátságos          | -            |              |
| 15.          | 1920. november 7.    | Budapest, Hungária körúti pálya   | Magyarország  | 1 – 2        | Ausztria          | barátságos          | -            |              |
| 16.          | 1921. április 24.    | Bécs, Simmering-pálya             | Ausztria      | 4 – 1        | Magyarország      | barátságos          | -            |              |
| 17.          | 1921. június 5.      | Budapest, Hungária körúti pálya   | Magyarország  | 3 – 0        | Németország       | barátságos          | -            |              |
|              | 1921. június 26.     | Budapest, Üllői úti pálya         | Magyarország  | 3 – 0        | Dél-Németország   | barátságos          | -            |              |
|              | 1921. október 23.    | Budapest, Hungária körúti pálya   | Magyarország  | 3 – 2        | Közép-Németország | barátságos          | -            |              |
| 18.          | 1921. november 6.    | Budapest, Üllői úti pálya         | Magyarország  | 4 – 2        | Svédország        | barátságos          | -            |              |
| 19.          | 1921. december 18.   | Budapest, Hungária körúti pálya   | Magyarország  | 1 – 0        | Lengyelország     | barátságos          | -            |              |
| 20.          | 1922. április 30.    | Budapest, Hungária körúti pálya   | Magyarország  | 1 – 1        | Ausztria          | barátságos          | -            |              |
| 21.          | 1922. június 15.     | Budapest, Üllői úti pálya         | Magyarország  | 1 – 1        | Svájc             | barátságos          | 1            | 63'          |
| 22.          | 1922. július 2.      | Bochum, Bochumer Stadion          | Németország   | 0 – 0        | Magyarország      | barátságos          | -            |              |
| 23.          | 1922. július 9.      | Stockholm                         | Svédország    | 1 – 1        | Magyarország      | barátságos          | -            |              |
| 24.          | 1922. július 13.     | Helsinki                          | Finnország    | 1 – 5        | Magyarország      | barátságos          | -            |              |
| 25.          | 1922. november 26.   | Budapest, Üllői úti pálya         | Magyarország  | 1 – 2        | Ausztria          | barátságos          | -            |              |
| 26.          | 1923. március 4.     | Genova, Marassi-stadion           | Olaszország   | 0 – 0        | Magyarország      | barátságos          | -            |              |
| 27.          | 1923. március 11.    | Lausanne                          | Svájc         | 1 – 6        | Magyarország      | barátságos          | -            |              |
| 28.          | 1923. augusztus 19.  | Budapest, Üllői úti pálya         | Magyarország  | 3 – 1        | Finnország        | barátságos          | -            |              |
| 29.          | 1923. szeptember 23. | Budapest, Hungária körúti pálya   | Magyarország  | 2 – 0        | Ausztria          | barátságos          | -            |              |
| 30.          | 1923. október 28.    | Budapest, Üllői úti pálya         | Magyarország  | 2 – 1        | Svédország        | barátságos          | -            |              |
| 31.          | 1924. április 6.     | Budapest, Hungária körúti pálya   | Magyarország  | 7 – 1        | Olaszország       | barátságos          | -            |              |
| 32.          | 1924. május 4.       | Budapest, Hungária körúti pálya   | Magyarország  | 2 – 2        | Ausztria          | barátságos          | -            |              |
| 33.          | 1924. május 18.      | Zürich, Sportplatz Förrlibuck     | Svájc         | 4 – 2        | Magyarország      | barátságos          | -            |              |
| 34.          | 1924. június 4.      | Le Havre                          | Franciaország | 0 – 1        | Magyarország      | barátságos          | -            |              |
| 35.          | 1924. szeptember 14. | Bécs, Hohe Warte                  | Ausztria      | 2 – 1        | Magyarország      | barátságos          | -            |              |
| 36.          | 1924. szeptember 21. | Budapest, Üllői úti pálya         | Magyarország  | 4 – 1        | Németország       | barátságos          | -            |              |
| 37.          | 1925. január 18.     | Milánó, Campo Milan               | Olaszország   | 1 – 2        | Magyarország      | barátságos          | -            |              |
| 38.          | 1925. május 5.       | Bécs, Hohe Warte                  | Ausztria      | 3 – 1        | Magyarország      | barátságos          | -            |              |
|              | Összesen             |                                   |               | 38           | mérkőzés          |                     | 1            | gól          |